# سارة كناب
سارة كناب (بالإنجليزية: Sarah Knapp)‏ هي كاتبة أغاني وشاعرة وممثلة أمريكية، ولدت في 1959.

## وصلات خارجية
- سارة كناب على موقع IMDb (الإنجليزية)
- سارة كناب على موقع ميوزك برينز (الإنجليزية)
- سارة كناب على موقع قاعدة بيانات برودواي على الإنترنت (الإنجليزية)
- سارة كناب على موقع قاعدة بيانات الفيلم (الإنجليزية)